# Фариа, Рейта
Рейта Фариа Пауэлл (англ. Reita Faria Powell; род. 23 августа 1943, Бомбей, Британская Индия) — мисс Мира 1966 года. Первая индианка, победившая на конкурсе Мисс мира.
Рейта родилась в Бомбее, а её семья родом из деревни Тивим в штате Гоа.
Фариа отправила фотографию в Eve's Weekly, которая в то время проводила ежегодный конкурс «Мисс Индия», назло своей старшей сестре Филомене. После того, как её выбрали для участия, она пошла «просто ради забавы», одев сари своей матери. После победы она получила  бесплатную годовую подписку на Eve's Weekly и право представлять страну на конкурсе Мисс мира. Для участия в международном конкурсе красоты Рейта взяла с собой три своих лучших платья, сари подруги, а купальник купила уже в Лондоне.
Фариа отказалась от карьеры актрисы и модели и посвятила свою жизнь медицине. Рейта стала студенткой Grant Medical College & Sir J. J. Group of Hospitals, который она закончила получив степень бакалавра медицины.
Фариа живёт в столице Ирландии Дублине вместе с мужем эндокринологом Дэвидом Пауэллом, за которого вышла замуж в 1971 году. У них есть двое детей и пять внуков. Рейта входила в состав судей на конкурсе Мисс Индия в 1998 году, несколько раз была судьёй на конкурсе Мисс Мира.